# Cursa de la miezul nopții
Cursa de la miezul nopții (în engleză Midnight Run) este un film de acțiune/comedie din 1988, regizat de Martin Brest. În acest film, Robert De Niro joacă rolul unui vânător de recompense, iar Charles Grodin pe cel al prizonierului său. 
Filmul a fost urmat de trei filme de televiziune în 1994, dar în care nu a jucat nici unul din actorii principali din acest film, cu toate că sunt câteva personaje preluate din varianta originală a filmului.

## Rezumat
Jack Walsh (De Niro), un vânător de recompense, primește o misiune din partea lui Eddie Moscone (Pantoliano), care plătise o cauțiune de 450.000 dolari pentru Jonathan "Ducele" Mardukas (Grodin), un contabil care a delapidat 15 milioane dolari de la mafiot din Chicago, Jimmy Serrano (Farina). Eddie îi cere lui Jack să-l aducă înapoi la Los Angeles pe Duce în următoarele cinci zile, în caz contrar Eddie fiind ruinat. Deși Eddie îi spune că este un fel de "cursă de miezul nopții", Jack cere 100.000 de dolari pentru această treabă. Pe când Jack investiga unde se află Duce, el este abordat de către agentul special FBI Alonzo Mosely (Kotto), care vrea ca Duke să fie un martor împotriva lui Serrano și îl avertizează pe Jack să nu intervină, dar Jack nu renunță și fură în schimb legitimația lui Mosely, pe care lipește o fotografie a sa, formându-și astfel o legitimație falsă de agent FBI. Mai târziu, în New York, acoliții lui Serrano Tony (Foronjy) și Joey (Miranda) îi oferă lui Jack 1 milion de dolari pentru a-l da pe Duce pe mâna lor, dar Jack refuză.
Când Ducele are un atac de panică în avion, Jack este forțat să călătorească cu trenul. Când Jack și Ducele nu apar la aeroport, Eddie îi solicită vânătorului de recompense Marvin Dorfler (Ashton) pentru a-i găsi. Marvin se folosește de numărul de carte de credit a lui Jack pentru a afla unde este și cere apoi anularea cardului. Jack reușește să scape de Marvin și sare din tren, dar fără bani, el este obligat să se bazeze pe alte mijloace pentru a călători prin întreaga țară, inclusiv furând mașini, împrumutând mașina fostei sale soții (Phillips) din Chicago și făcând autostopul.
Ducele încearcă să-l cunoască pe Jack, bănuindu-l că este o persoană cinstită. Jack afirmă că intenționează să se retragă din activitate după ce va primi recompensa de 100.000 $ cu care urma să-și deschidă o cafenea. În ciuda diferențelor lor și a certurilor ocazionale, Jack și Duke își deschid sufletele, iar Jack îi dezvăluie în cele din urmă faptul că el a fost, în trecut, un ofițer sub acoperire în anturajul lui Serrano. Cu toate acestea, oamenii lui Serrano din cadrul poliției din Chicago l-au forțat să se retragă plasându-i heroină în casa lui, deoarece a refuzat să accepte banii lui Serrano pentru a tăcea așa cum făceau alți ofițeri corupți. Soția sa a divorțat de el și s-a căsătorit cu un locotenent corupt de poliție.
În Arizona, Marvin îi prinde din nou și-l ia pe Duce din mâinile lui Jack, care este găsit și arestat de Mosely. Când Jack îl sună pe Eddie și constată că Marvin nu intenționează să-l ducă pe Duce la el, el își dă seama că Marvin intenționează să-l dea pe Duce în mâinile lui Serrano. Jack îl sună pe Tony și blufează afirmând că are niște dischete pe care Ducele înregistrase informații suficiente pentru ca Serrano să fie arestat. În schimbul dischetelor, Jack vrea să îl recupereze pe Duce. Marvin încearcă să primească 2 milioane $ de la Tony și Joey pentru Duce, arătând o fotografie făcută Ducelui în baia unui hotel. Văzând numele hotelului în fotografie, Tony îl bate pe Marvin și pune mâna pe Duce. La Aeroportul McCarran, Jack se întâlnește cu Serrano în timp ce poartă un microfon pentru a fi urmărit de FBI. Marvin, care venise la aeroport pentru a pleca acasă, îl observă pe Duce și întrerupe schimbul. Marvin îl pocnește pe Jack și dezactivează microfonul din greșeală. În ultimul minut, Jack strigă că Serrano are dischetele; FBI-ul intervine și-l arestează pe Serrano, pe acoliții săi și pe Marvin. Jack îl ia pe Duce în custodia sa.
În Lps Angeles, Jack îl sună pe Eddie pentru a-i spune că l-a adus pe Duce, dar că îl lasă liber. Înainte de despărțire, Ducele îi înmânează lui Jack centura sa în care se aflau aproximativ 300.000 $. Ei se despart cu replica "Să ne vedem în viața viitoare", înainte ca Ducele să dispară din nou. Jack cheamă un taxi; totuși, atunci când îl întreabă pe taximetrist dacă are rest de la 1.000 de dolari, acesta crede că își bate joc de el, și decide să meargă acasă pe jos.

## Distribuție
- Robert De Niro - Jack Walsh
- Charles Grodin - Jonathan "The Duke" Mardukas
- Yaphet Kotto - Alonzo Mosely
- John Ashton - Marvin Dorfler
- Dennis Farina - Jimmy Serrano
- Joe Pantoliano - Eddie Moscone
- Richard Foronjy - Tony
- Robert Miranda - Joey
- Jack Kehoe - Jerry Geisler
- Wendy Phillips - Gail
- Danielle DuClos - Denise Walsh
- Philip Baker Hall - Sidney
- Tom McCleister - Bill "Red" Wood

## Producție
După terminarea lucrului la filmul The Untouchables, De Niro a vrut să încerce ceva diferit și a decis să joace într-o comedie. El a dorit rolul principal în filmul Big al lui Penny Marshall. Marshall a fost interesat, dar studioul nu a fost și rolul i-a fost dat lui Tom Hanks. Martin Brest, care regizase Polițistul din Beverly Hills, analiza scenariul lui George Gallo care amesteca elemente de comedie și de acțiune. Paramount Pictures a fost inițial interesat în realizarea Cursei de la miezul nopții, dar cei din conducere au vrut o vedetă mare alături de Robert De Niro, cu scopul de a îmbunătăți șansele de film la box office. Directorii lor de producție au sugerat ca personajul Mardukas să fie schimbat cu o femeie și au vrut-o pe Cher pentru acest rol în speranța că ea ar putea oferi unele "conotații sexuale". Atunci când Brest a respins ideea, Paramount a sugerat ca alături de De Niro să joace Robin Williams, care a devenit dornic să obțină rolul și s-a oferit să susțină o audiție pentru Brest. Cu toate acestea, Brest a fost impresionat de audiția lui Charles Grodin cu De Niro. Regizorul a simțit că a existat o chimie reală între cei doi actori. Ca urmare, Paramount s-a retras și partenerul lor UIP Universal Studios a devenit interesat de proiect. Președintele Paramount, Ned Tanen, a afirmat că bugetul a devenit prea mare și a decis că "nu merită".
Pentru pregătirea rolului său, De Niro a lucrat cu vânători reali de recompense și cu ofițeri de poliție. Când Jack îi scoate cătușele Ducelui în tren, Ducele îi spune: "Mulțumesc, deoarece începeau să-mi taie încheieturile." De fapt, Grodin are cicatrici permanente rezultate din purtarea cătușelor în cea mai mare a filmului. Scena în care Grodin a căzut de pe o stâncă a fost filmată pe malul râului Verde din Clarkdale, Arizona și finalul, care are loc în apele repezi, a fost filmat în Noua Zeelandă, deoarece apa din Arizona era prea rece.
Universal a investit 15 milioane de dolari într-o campanie publicitară în presă și la televiziune.

## Coloană sonoră
Muzica de pe coloana sonoră a filmului a fost compusă de Danny Elfman, albumul fiind produs de MCA Records.
1. Walsh Gets The Duke (1:47)
2. Main Titles (2:21)
3. Stairway Chase (:54)
4. J.W. Gets a Plan (1:41)
5. Gears Spin I (:54)
6. Dorfler's Theme (1:24)
7. F.B.I. (1:16)
8. Package Deal (1:07)
9. Mobocopter (2:42)
10. Freight Train Hop (1:18)
11. Drive To Red's (1:04)
12. In The Next Life (1:06)
13. The River (1:19)
14. The Wild Ride (1:31)
15. Amarillo Dawn (:26)
16. Potato Walk (1:09)
17. Desert Run (1:09)
18. Diner Blues (1:19)
19. Dorfler's Problem (1:01)
20. Gear's Spin II (1:30)
21. The Confrontation (2:30)
22. The Longest Walk (1:32)
23. Walsh Frees The Duke (2:44)
24. End Credits: "Try to Believe" - Mosley & The B-Men (4:16)

Notă: Muzica din film este instrumentală.

## Reacții

### Box office
Cursa de la miezul nopții a fost lansat pe 20 iulie 1988 în 1.158 de cinematografe realizând încasări de 5,5 milioane de dolari în week-end-ul de deschidere. El a continuat să aducă 38,4 milioane $ în America de Nord și 43,2 milioane $ în restul lumii, încasările totale la nivel mondial fiind de 81,6 milioane $.

### Recenzii
Criticul de film Roger Ebert a dat filmului 3.5 stele din 4 și a scris: "Ce face Cursa de la miezul nopții cu aceste două personaje este uimitor, deoarece este realizat în cadrul unui thriller comic... Este rar pentru un thriller să termine cu o scenă de intimitate cu adevărat emoționantă, dar acesta o face și o câștigă." În recenzia sa pentru Globe and Mail, Jay Scott a lăudat interpretările celor doi actori: "De Niro este în perioada sa de vârf și ne trimite cu gândul la acei tauri furioși care i-au adus Oscarul... Charles Grodin, maestru al dublării și dirijor al lansării încetinite, cel mai bun personaj comic de când Jack Benny a încetat să se mai joace pe el însuși".  Vincent Canby, în recenzia sa pentru New York Times, a scris: "Dl. De Niro și dl. Grodin sunt nebuni încântători, ceea ce este oarecum mai mult decât se poate spune despre film, a cărui mecanică stă în calea interpretărilor". În recenzia sa pentru Washington Post, Hal Hinson l-a criticat pe regizorul Martin Brest: "Ducând greutatea scenariului mort al lui George Gallo, Brest nu se ridică la nivelul sarcinii obositoare de a transforma materialul său neinspirat în ceva mai profund și astfel încercările de a adăuga patos comediei ne lovește pur și simplu cu ezitările sălbatice și dezorientate în ton". David Ansen, în recenzia sa pentru Newsweek, a scris: "Schița scenariului lui George Gallo - un cuplu ciudat de antagoniști care devin prieteni în condiții periculoase - era banală cu cinci ani în urmă, iar rezultatul nu oferă surprize. Prea rău: o mulțime de lucruri bune au fost irosite pentru o cauză nedemnă". Cursa de la miezul nopții are un rating de 96% pe situl Rotten Tomatoes.

## Premii
- Nominalizări
  - Premiul Globul de Aur pentru cel mai bun film (muzical/comedie)
  - Premiul Globul de Aur pentru cel mai bun actor (muzical/comedie) - Robert De Niro

## Continuări

### Filme de televiziune
- Another Midnight Run
- Midnight Runaround
- Midnight Run for Your Life

### Propunere pentru al doilea film
Universal Pictures l-a angajat pe Tim Dowling pentru a scrie o continuare cu Robert De Niro reluându-și rolul Jack Walsh. Pe lângă interpretare, actorul va urma să fie și producător al filmului, împreună cu Jane Rosenthal. Charles Grodin ar putea să-și reia și el rolul.